# 仮想粒子
仮想粒子（かそうりゅうし、virtual particle）とは、粒子（素粒子）間の反応の際の中間過程において現れ（＝生成し消滅し）、その実在を考慮しなくてはならない（= virtual）粒子を指す。
場の量子論に従い反応に関する量を計算する際には、この実在を考慮することによって、初めて正しい答えが得られる。

## 実粒子と仮想粒子
実在粒子を、実粒子と仮想粒子に二分して考えることができる。

### 実粒子
実験で観測される粒子は、エネルギー E, 運動量 p, 質量 m のあいだに特殊相対性理論から従う
{\displaystyle m^{2}=E^{2}-p^{2}}
という関係を満たしている場合である。これを強調したい場合に実粒子と呼ぶことがある。

### 仮想粒子
実験では直接観測されない（従って上記関係を満たさない）粒子は、反応の中間過程内に限定され生成消滅する。これを特に実粒子と区別したい場合に、仮想粒子と呼ぶ。

## いくつかの例
- 仮想光子：電荷を持つものに対するクーロン力は仮想光子の交換により引き起こされる。対称な三次元空間において、逆二乗則に従う力は交換による結果である。
- 中間子：仮想中間子であるパイ中間子やロー中間子の強い力により中性子、陽子を核子の中へ閉じ込めている。
- 仮想グルーオン：クォーク三体間の強い力は仮想グルーオンの相互作用の結果である。また、力の余剰分がクォーク三体の外へ出ており、中間子の強い力となる。
- Wボソン：弱い力はWボソンの相互作用の結果である。